# Schloss Braunsbach

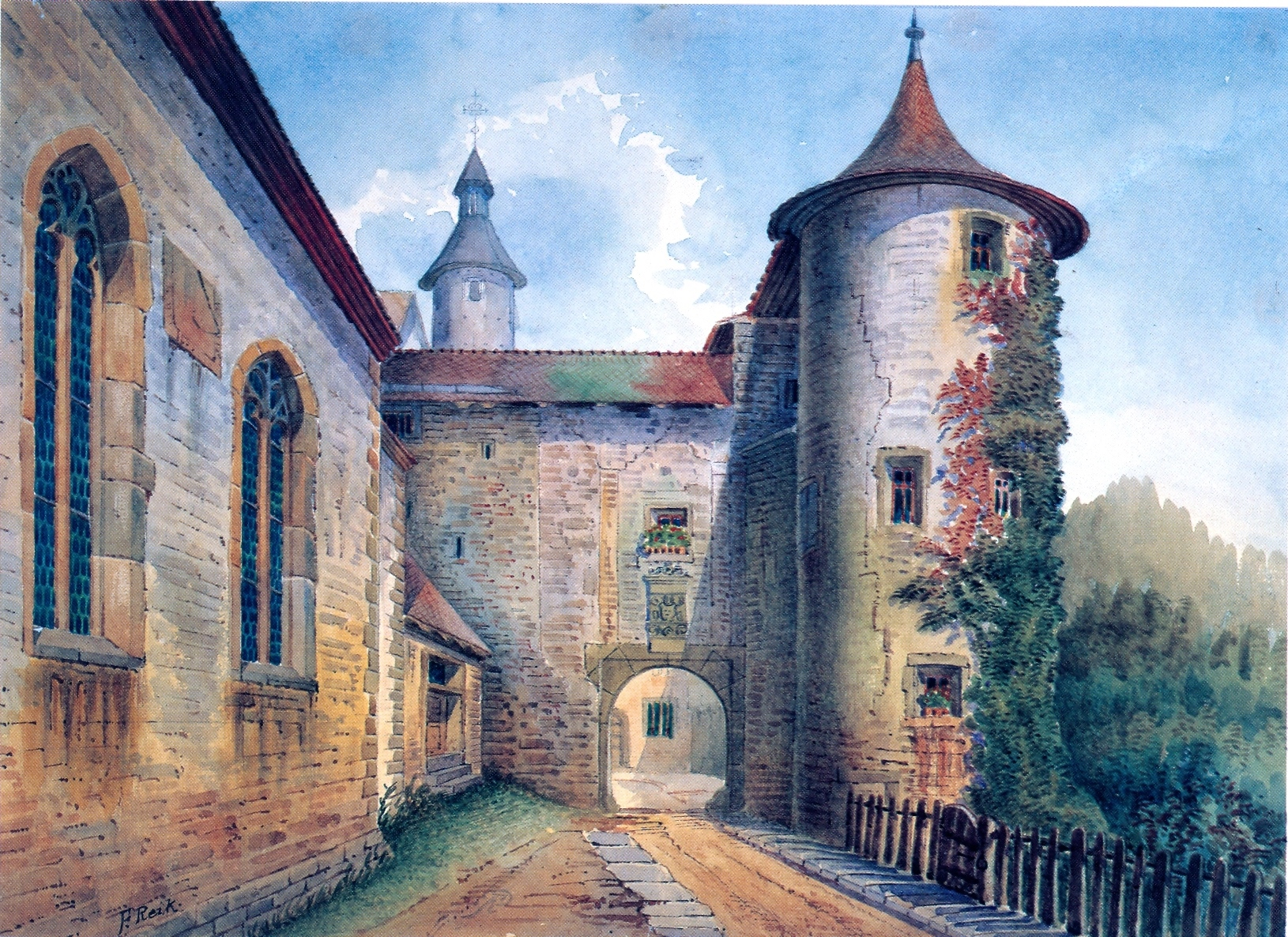
Braunsbach, Schloss, Eingangstor in der südlichen Westwand der Umfassungsmauer mit südlichem Rundturm (rechts) und Schlosskapelle, Kirche St. Bonifatius (links).

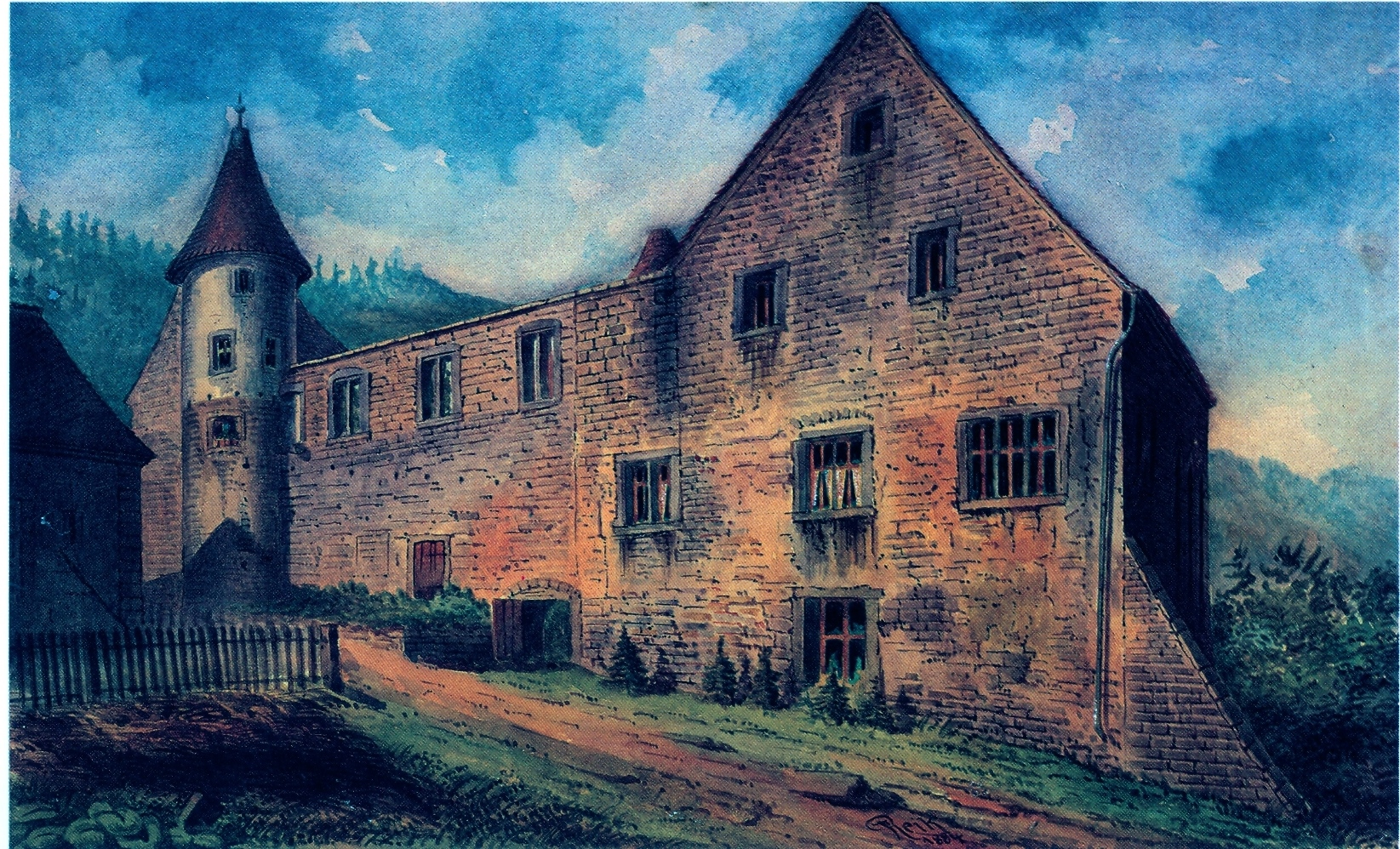
Braunsbach, Schloss, nach dem Einsturz in reduzierter Form wieder aufgebauter Westflügel und nordöstlicher Rundturm.

Schloss Braunsbach ist ein historischer Profanbau in Braunsbach in der Region Hohenlohe im Landkreis Schwäbisch Hall in Baden-Württemberg.

## Geschichte
Die Schlossanlage aus dem 16. Jahrhundert hat einen fast viereckigen Grundriss und wurde anstelle einer mittelalterlichen Burg erbaut. Bis dahin waren die Ortsherren limpurgische und hohenlohische Lehensleute verschiedener Geschlechter. Albrecht von Crailsheim zu Morstein erbte im Jahr 1549 das Schloss Braunsbach und veranlasste 1556 die ersten Baumaßnahmen am Schloss. Aufgrund der Teilung der Morsteiner Linie im Jahr 1567 wurde das Schloss Braunsbach zum Herrschaftssitz des bereits genannten Albrecht von Crailsheim, der das Schloss repräsentativ erweitern ließ. Anfang des 17. Jahrhunderts waren die Baumaßnahmen abgeschlossen. Aus dieser Bauphase stammt der Rundturm, der den südlichen Flügel mit dem ebenfalls neu errichteten Westflügel verbindet. Der Westflügel wurde unter Wolf von Crailsheim beendet, mit dessen Tod im Jahr 1637 die Linie Morstein-Braunsbach ausstarb. Der Westflügel stürzte 1847 ein und wurde anschließend um ein Stockwerk niedriger wieder aufgebaut. 

## Schlosskirche
Der Schlossanlage ist auf der südwestlichen Seite die evangelische Kirche St. Bonifatius vorgelagert. Diese besitzt noch romanische Mauerreste im Chor und im Turmuntergeschoss. 1607 wurde die kleine Schlosskapelle durch einen zweiten Chor und die Erweiterung des Kirchenschiffs nach Westen und Süden zur Pfarrkirche ausgebaut. Das Kirchenschiff wurde durch seinen nahezu quadratischen Grundriss, die Ausrichtung des Gestühls und der West- und Nordempore auf die Kanzel an der Südwand einem reformatorischen Querkirchenkonzept angenähert. So kam es auch zu der selten anzutreffenden Komposition zweier nebeneinander liegender Chöre, die aber beide jeweils zu klein für die evangelische Abendmahlspraxis waren, sodass ein neuer, im 19. Jahrhundert nach Bebenhausen verkaufter Altar mitten vor die beiden Chorbögen platziert und inzwischen durch einen auswärtigen Renaissance-Altar aus der Zeit um 1600 ersetzt wurde. Er besteht aus verschiedenen, ursprünglich nicht zusammengehörenden Teilen. Der Mittelteil zeigt Konfessionsbilder, welche die beiden evangelischen Sakramente Taufe und Abendmahl thematisieren. Ein Flügelretabel vom Anfang des 16. Jahrhunderts mit dem Kirchenpatron Bonifatius im Schrein befindet sich heute im Landesmuseum Württemberg in Stuttgart (Inv. Nr. 864). Im Nordchor befindet sich aus der Zeit nach 1594 ein Grabmal der Patronatsfamilie aus der Schwäbisch Haller Werkstatt von Sem Schlör. Die Orgel von 1611 stammt von Hans Scheffer aus Heilbronn und wurde 1737 im Barockstil umgebaut und erweitert. Über dem 1607 südlich angefügten Chor wurde eine Herrschaftsempore eingebaut. Außerdem wurde der Turm wegen des breiter und höher gewordenen Schiffs erhöht.